# Johannes Schouten
Johannes Schouten (Amsterdam, gedoopt 4 september 1716 –  aldaar begraven, 14 januari 1792), ook  geschreven Jan Schouten, was een Amsterdamse tekenaar, etser,  prentkunstenaar, zilversmid, kunsthandelaar en  diamantzetter. Hij specialiseerde zich in landschappen, architectuur en interieurs.  

## Biografie

### Afkomst en jeugd
Jan Schouten was  een van de zes kinderen  van de uit Hamburg afkomstige schoenlapper Willem Scholtz en diens Utrechtse vrouw  Marieke Koop. Na hun huwelijk brengen Willem en zijn vrouw hun kinderen groot in een  huisje in de  Mandenmakerssteeg, gelegen tussen het Damrak en de Nieuwendijk in Amsterdam. Vader Willem kon evenals zijn moeder niet schrijven, zo blijkt uit hun ondertrouw akte, die zij beiden met een kruisje ondertekenen.  Een gevolg van hun analfabetisme was dat het voor stad en kerk in Amsterdam niet  duidelijk  was hoe zij hun achternaam dienden te spellen. Het eindresultaat was dat de achternaam van zowel de vader als de kinderen in varianten werd gespeld. Scholtz, Scholts, Scholt en Schouten kwamen afwisselend voor. Zoon Jan ondertekent in 1741 zijn eigen ondertrouw akte met 'Jan Schouten', waardoor hij onder die naam de geschiedenis zou ingaan. 

### Gezin
Schouten huwde op 10 maart 1741 in Amsterdam met Christina Jacoba Roeland, bij wie hij  vier kinderen kreeg. Een daarvan was de latere kunstenaar Hermanus Petrus Schouten, die hij zelf de beginselen van de teken- en schilderkunst  zou bijbrengen. Vanaf zijn huwelijk woont Jan Schouten in de Dirk van Hasseltsteeg in Amsterdam, tussen de Nieuwendijk en Nieuwezijds Voorburgwal en gelegen in het verlengde van de Mandenmakerssteeg.

### Loopbaan
Aanvankelijk was Schouten diamantzetter van beroep maar hij werd in 1744 lid van het  goud- en zilversmidsgilde van Amsterdam.  Omstreeks die tijd zal  hij een zilversmidswinkel hebben geopend. Werken die hij als zilversmid heeft gemaakt zijn niet bekend. Mogelijk is hij in die periode ook begonnen met tekenen en etsen.  Zijn werken waren meestal niet gedateerd, waardoor identificatie moeilijk is. Ze hadden weliswaar een redelijke kwaliteit maar oogden wat amateuristisch, oordeelt kunsthistoricus A.W. Gerlagh in 1982. Het is zeer goed mogelijk dat Schouten een autodidact was en goed heeft gekeken naar werken van kunstenaars als Jan de Beijer, Cornelis Pronk en Jan van der Heyden.  
In 1756 werd Schouten als kunstverkoper lid van het boekverkopersgilde en opende een kunsthandel in de Leidsestraat tussen de Heren- en Keizersgracht, waar hij ook ging wonen. Na zijn overlijden in 1792 zet zijn weduwe de zilversmidswinkel voort. Wanneer de kunsthandel is gesloten is niet bekend. 
Voor zover bekend heeft de kunstenaar zichzelf een keer afgebeeld op een van zijn werken. Het betreft het werk Interieur van de Oude Kerk, gemaakt ergens tussen 1732 - 1792.

## Galerij

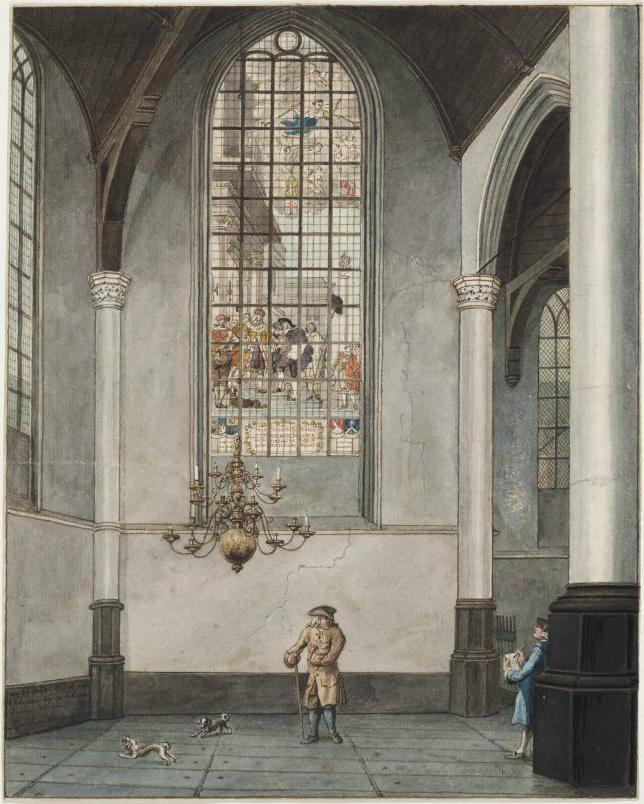
Interieur van de  Oude Kerk in Amsterdam, waarop Jan Schouten zichzelf afbeeldde, tussen 1732 en 1792
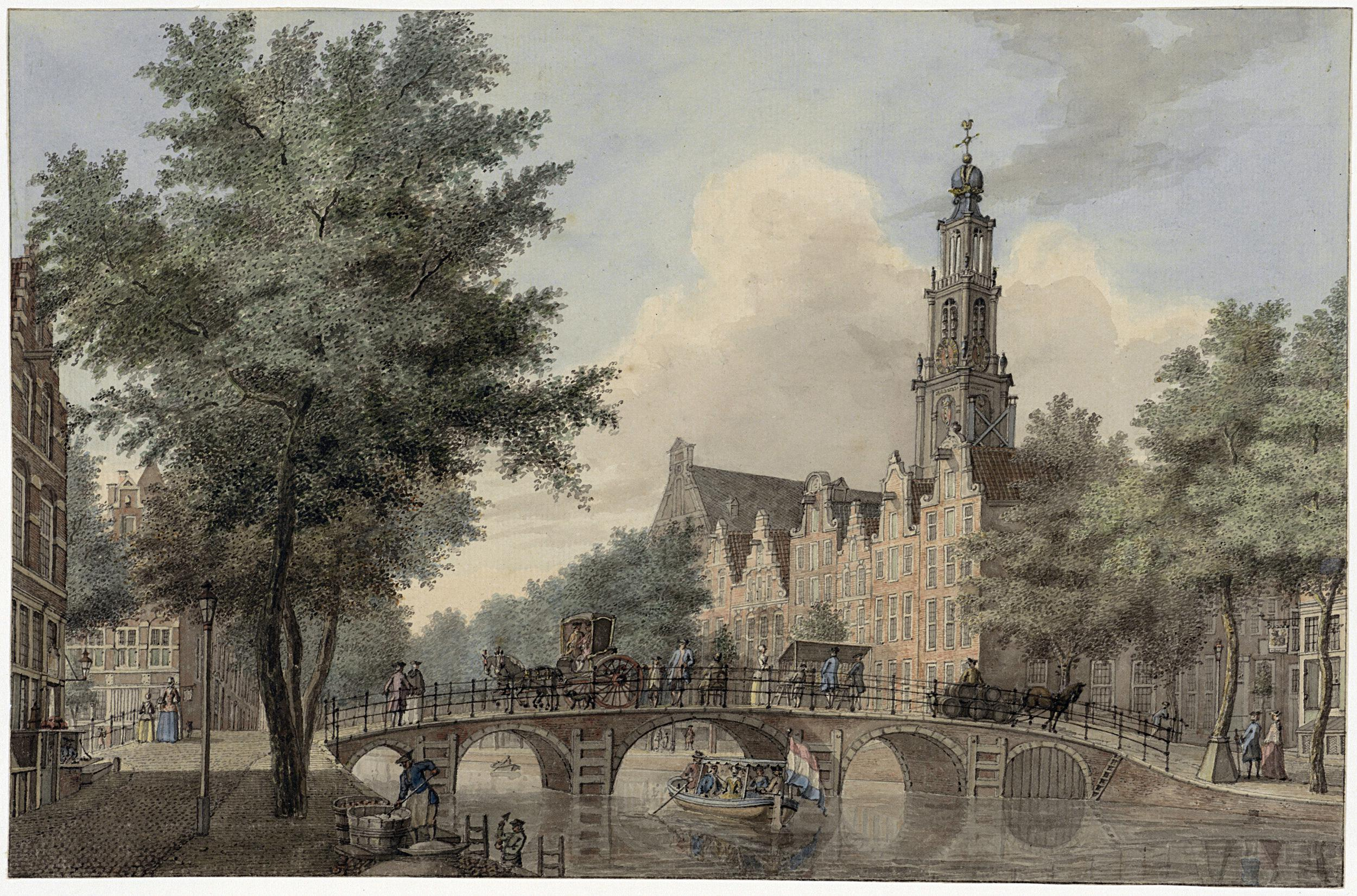
De Keizersgracht bij de Leliegracht met de Westerkerk, ca. 1760
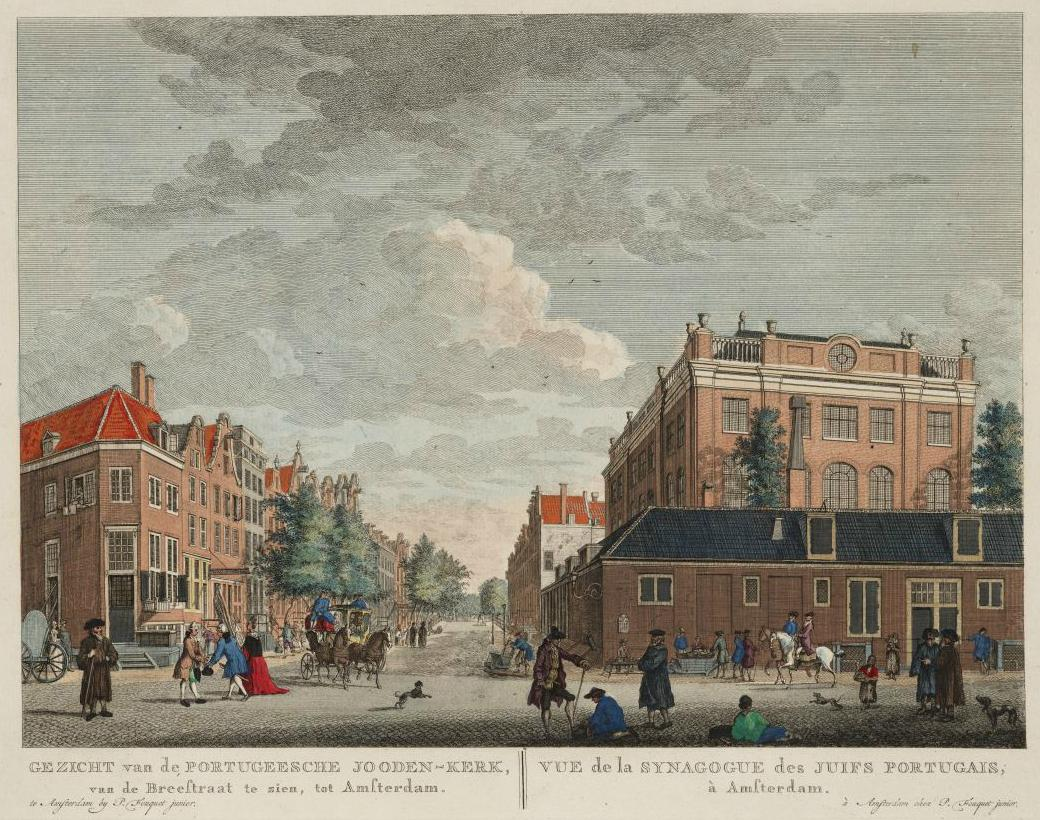
Gezicht van de Portugeesche Jooden-Kerk, gezien van Breestraat, Amsterdam, ca. 1775
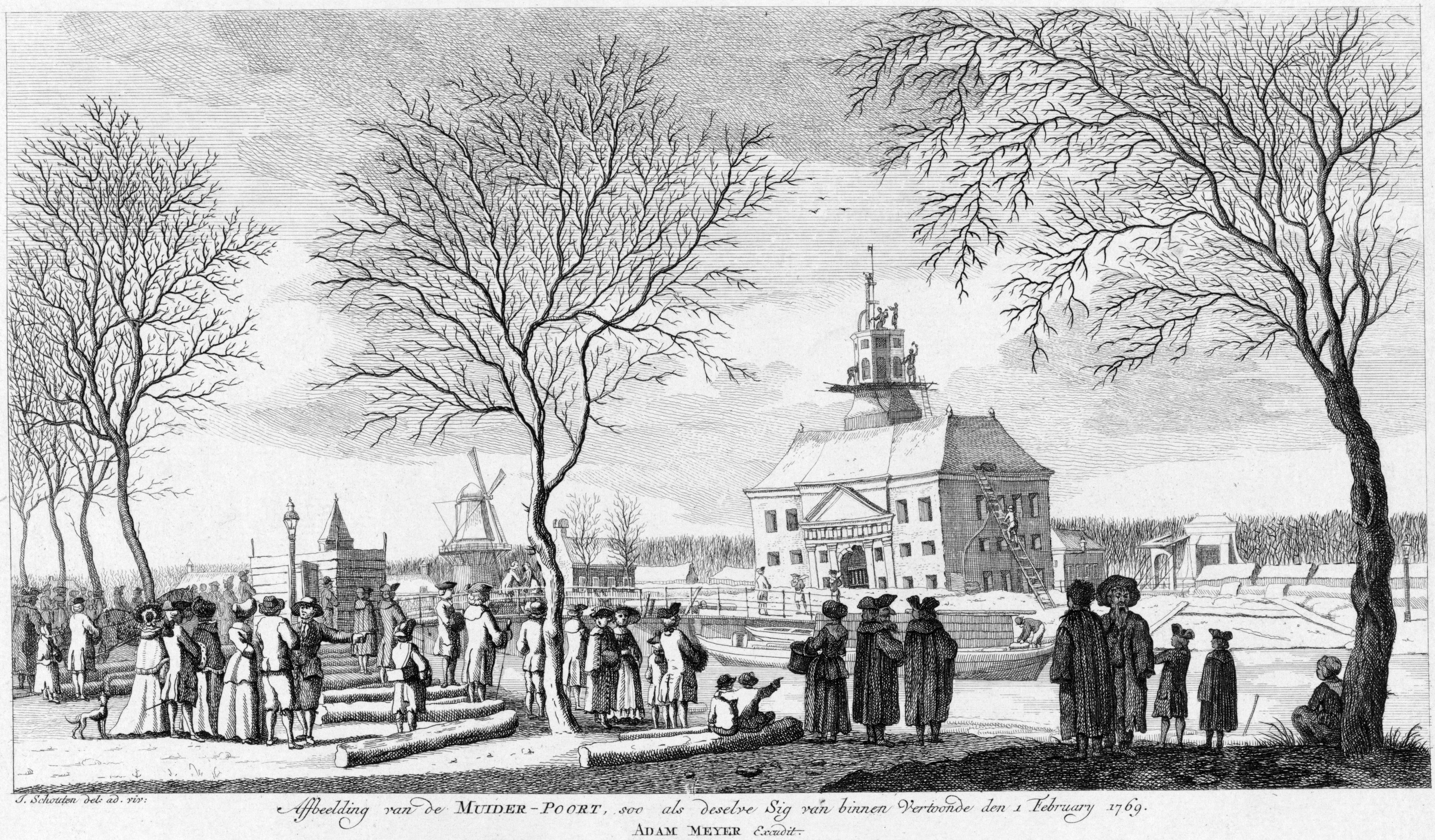
Sloop van de verzakte Muiderpoort in Amsterdam, gezien vanaf de Singelgracht, 1769
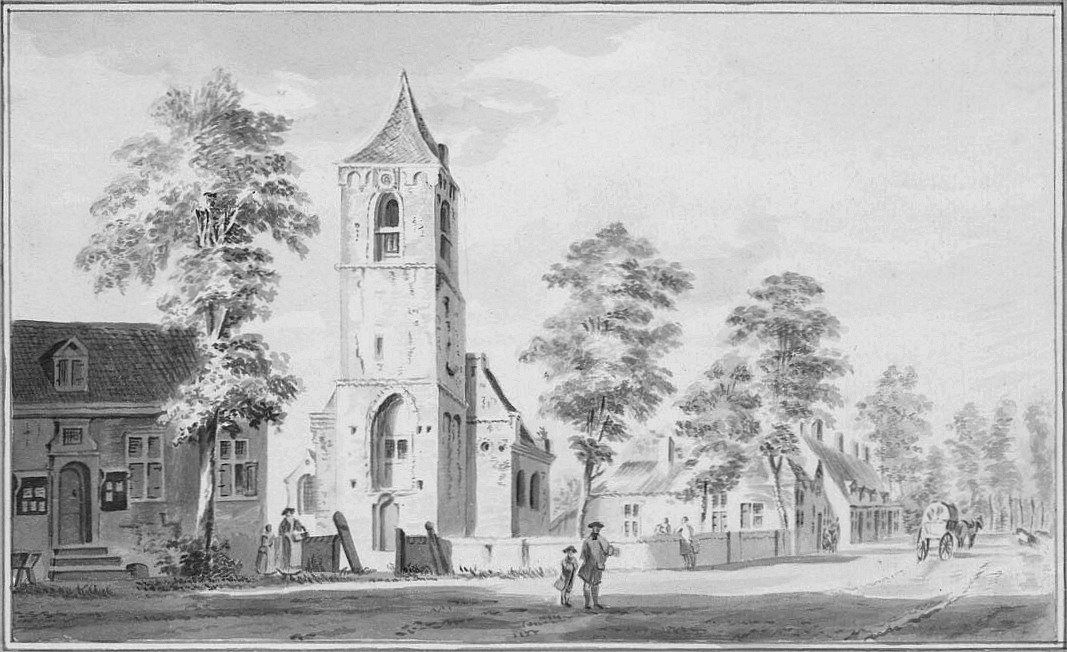
Gezicht in een onbekend dorp. Jaartal onbekend
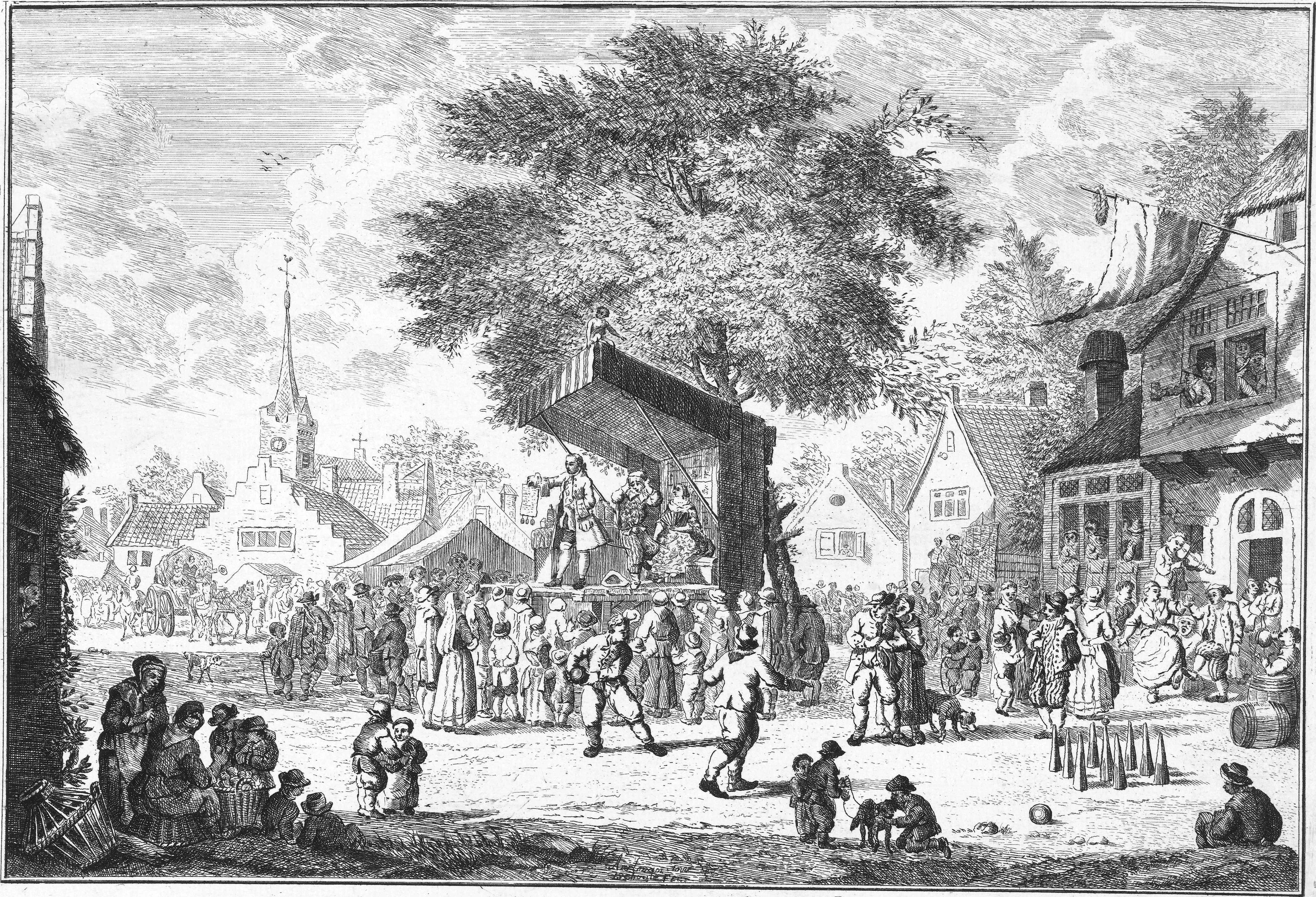
Boerenkermis in het dorp, ca. 1750